# Parlement (Frankrig)
Parlement var betegnelsen for en type domstole i Frankrig under Ancien Régime. I tillæg til at fungere som ankeinstanser i civile søgsmål og straffesager var parlementerne også førsteinstans for særlige sagsforhold, først og fremmest for sager som angik adelen.
Parlementerne fungerede som landsretter og deltog i administrationen af Frankrig. Desuden skulle de registrere regeringens love, inden de kunne træde i kraft.
Det første parlement blev etableret i Paris, og en forordning af 11. marts 1345 fastsatte, at parlementet i Paris skulle bestå af tre kamre:
- la Grand'Chambre eller Chambre des Plaids
- la Chambre des Enquêtes
- la Chambre des Requêtes

Senere blev det etableret parlementer i flere provinser, og de fleste af dem bestod også af flere kamre.
Disse domstole udviklede sig fra tidligere rådsforsamlinger for kongen, kaldet Conseil du roi eller curia regis. De fulgte følgeligt ældgamle og sædvanebaserede principper for, hvordan rådslagninger skulle foregå. I 1200-tallet blev de juridiske funktioner tilført. De, der sad i parlementerne, mente selv, at parlementet skulle tage en aktiv del i den juridiske proces (dvs. tage aktiv del i den lovgivende magt), og dette førte dem i stadig større konflikt med det enevældige monarki under Ancien Régime, da lit de justice i 1500-tallet udviklet sig fra en konstitutionel form til et kongelig redskab, der blev benyttet til at fremtvinge edikter.
Oprindeligt fandtes kun et parlement i Paris, som udviklede sig fra kongens rådforsamling. Fra 1307 residerede det i det middelalderlige kongeslot i Île de la Cité, hvor Palais de Justice i Paris er i dag. Parlementet i Paris havde jurisdiktion over hele kongedømmet i den udstrækning, som det havde i 1300-tallet, men fik ikke automatisk jurisdiktion over de nye områder, som kongen efterhånden erobrede. I 1443, efter hundredårskrigen, oprettede kong Karl 7. af Frankrig det første parlement udenfor Paris, da han udstedte en forordning, som etablerede et parlement i provinsen Languedoc, med sæde i Toulouse. Dette nye parlement havde jurisdiktion over det meste af det sydlige Frankrig. I det øvrige Sydfrankrig (ved grænsen til Spanien og ved Middelhavet) blev der efterhånden oprettet flere lokale parlementer.
Tilsvarende kom der lokale parlementer ved Frankrigs østgrænse (mod Italien, mod Schweiz og mod Tyskland). Der kom også lokale parlementer ved nordgrænsen (mod Belgien). Endelig blev der oprettet lokale parlementer ved Atlanterhavet mod vest (Normandiet og Bretagne).
Fra 1443 og frem til den franske revolution blev der oprettet parlementer i stadig flere provinser i Frankrig. Da Ancien Régime-styret ophørte fandtes der parlementer i følgende 13 provinser: Douai, Arras, Metz, Nancy, Colmar, Dijon, Besançon, Grenoble, Aix, Perpignan, Toulouse, Pau, Bordeaux, Rennes og Rouen.